# 天美出入口

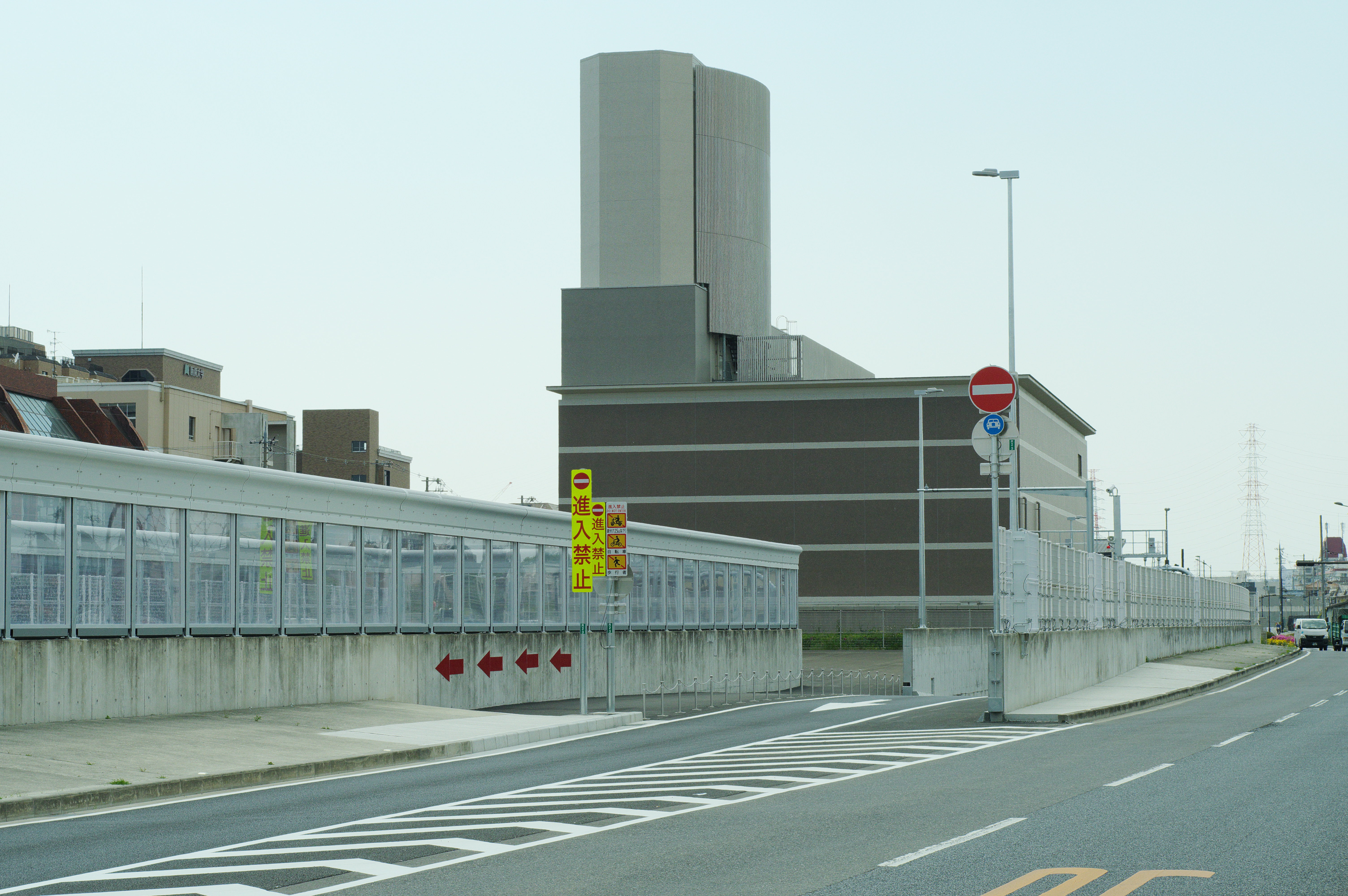
出口

天美出入口（あまみでいりぐち）は、大阪府松原市天美北にある阪神高速道路6号大和川線の出入口である。三宝ジャンクション方面のみ接続するハーフICであり、隣接する三宅西出入口と合わせてフルインターチェンジとして機能する。

## 歴史
- 2020年（令和2年）3月29日 : 鉄砲出入口 - 三宅西出入口間開通に伴い、供用開始[1]。
- 2025年（令和7年）6月24日 : 入口料金所がETC専用になる[2]。

## 料金所

### 天美料金所
- ブース数：2
  - ETC専用：1
  - サポート：1

## 隣
阪神高速6号大和川線
(6-04,6-05)常磐出入口 - (6-06)天美出入口 - (6-07)三宅西出入口/TB（TBは西行のみ）